# La passionaria
La passionaria (La escondida) è un film del 1956 diretto da Roberto Gavaldón, che racconta una storia di amore tragico nel periodo della rivoluzione messicana. Il film si basa su di un romanzo scritto da Miguel N. Lira.
È stato presentato in concorso al 9º Festival di Cannes.